# Sint-Pauluskerk (Boxmeer)
De Sint-Pauluskerk was een katholiek kerkgebouw in de tot de Noord-Brabantse gemeente Land van Cuijk behorende plaats Boxmeer, gelegen aan de Jan Tooropstraat 1.

## Geschiedenis
Deze kerk werd in 1965 als noodkerk in gebruik genomen. De sobere kerk werd ontworpen door A. van Merendonk als een zogeheten sporthalkerk. In 1970 zou er een definitief kerkgebouw komen en zou de kerk tot sporthal worden omgebouwd. Dat is echter nooit gebeurd. Het gebouw bleef een kerk tot het in 2002 werd onttrokken aan de eredienst. In 2004 werd het gebouw getroffen door brand. In 2007 werd het gebouw gesloopt. Op de plaats van de kerk kwam een appartementencomplex met de naam: Woongebouw Pauluskerk.